# تشارلز جيمس فوري
تشارلز جيمس فوري هو شخصية أعمال وسياسي كندي، ولد في 1881، وتوفي في 1947.